# Chiesa di San Donato (Lucardo)
La chiesa di San Donato a Lucardo si trova in prossimità del borgo medievale di Lucardo, frazione del comune di Montespertoli, ma ricade nel territorio del comune di Certaldo, in provincia di Firenze, diocesi della medesima città.

## Storia
La chiesa risultata citata nel 987 quando un tale Farulfo donava beni alla vicina abbazia di San Michele Arcangelo a Passignano. Questo farebbe pensare ad una grande importanza della chiesa in questa fase della sua storia.
Nel 988 il conte Adimaro, capostipite degli Adimari, confermò il possesso della chiesa alla badia di San Salvatore a Settimo. Sempre nelle carte conservate nella badia si trova un documento del 1014 nel quale si ricorda che la chiesa era posta sotto la protezione dell'imperatore Enrico II. In un documento del 1027 la chiesa vien citata come canonica ma dopo di esso tale titolo non vien più usato. Infatti nei successivi documenti redatti fino alla metà del XIII secolo la chiesa viene denominata come ecclesia.
Nel XV secolo ebbero luogo pesanti interventi, a causa dei quali fu demolita l'abside romanica.
Nel 1880 la pianta della chiesa fu trasformata a croce latina tramite l'aggiunta di un transetto. Sottoposta a restauri negli anni trenta del Novecento è stata riportata all'aspetto romanico.

## Descrizione
Originariamente la chiesa aveva una pianta ad aula rettangolare con abside.

### Esterno
La facciata è realizzata con conci di arenaria gialla e grigia disposti a corsi regolari. Originale è probabilmente la lunetta e l'architrave del portale mentre l'oculo sovrastante è frutto di restauro. Lo stesso paramento della facciata si ritrova nelle fiancate laterali. Quella settentrionale presenta un coronamento decorato da una serie di arcatelle cieche pensili poggianti su mensole, alcune delle quali scolpite con motivi zoomorfi. Ad eccezione di quest'ultimo particolare, il paramento e le arcatelle pensili si ritrovano simili anche nella chiesa di San Filippo a Ponzano.

### Interno
L'interno ha un paramento simile a quello della facciata. In una pietra della parete settentrionale è scolpita la figura di un cervo a bassorilievo.

## Bibliografia

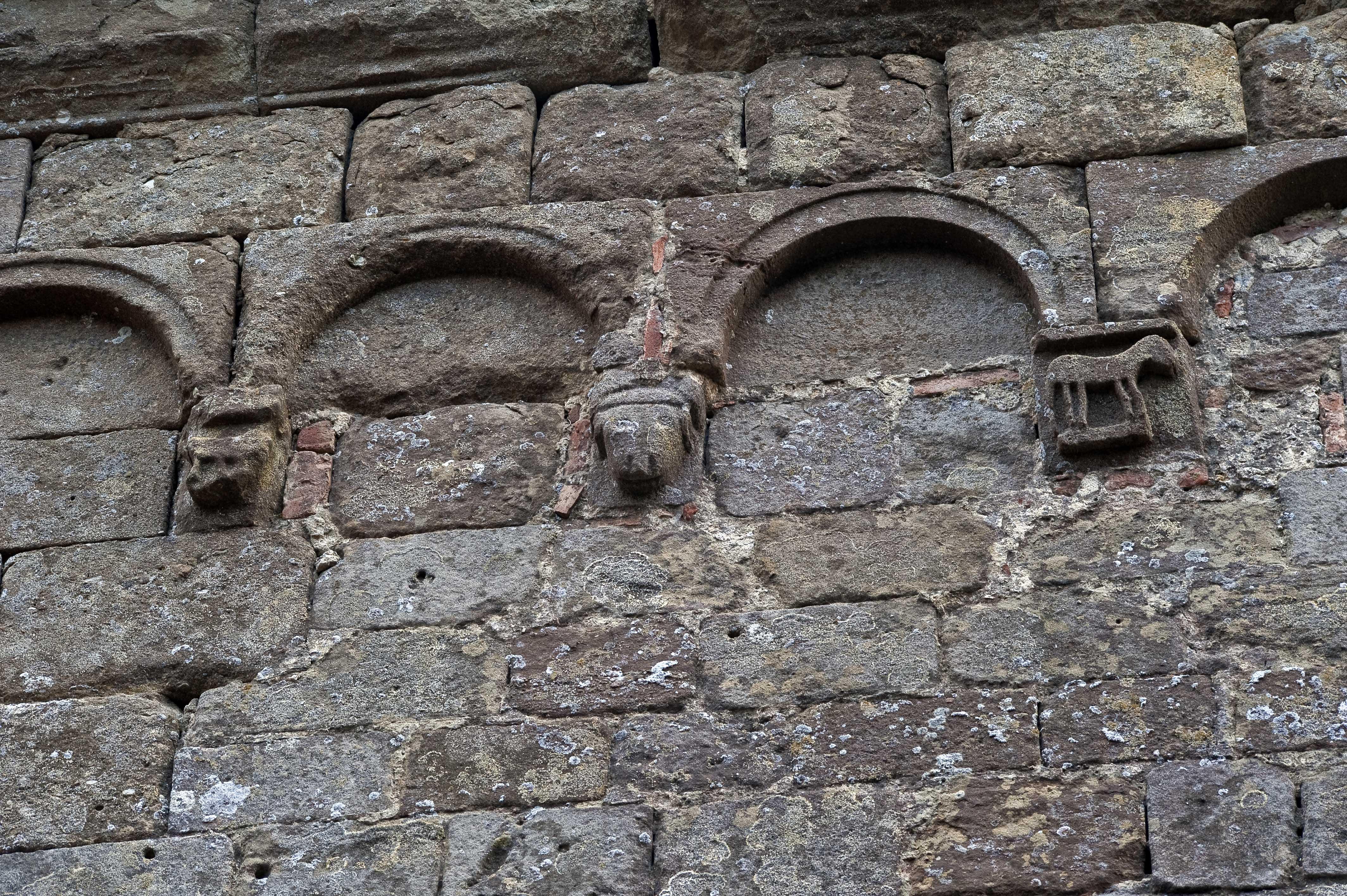
Particolare della decorazione zoomorfa della fiancata settentrionale